# Вайнкоп, Юлиан Яковлевич
Юлиан Яковлевич Вайнкоп (28 июля 1901 — 26 апреля 1974) — советский музыковед, музыкальный педагог. Автор статей и очерков о музыкальной науке, композиторах. Старший художественный консультант Ленинградской филармонии (1946—1949).  

## Биография
Юлиан Яковлевич Вайнкоп родился 28 июля 1901 года в Витебске в семье врача.
В 1925 году завершил обучение на факультете общественных наук Ленинградского государственного университета. С 1918 по 1920 годы проходил обучение по классу композиции в Витебской консерватории. В 1929 году успешно окончил отделение теории и истории музыки Ленинградского института истории искусств, обучение проходил у Б. В. Асафьева, М. О. Штейнберга, Р. И. Грубера и В. В. Щербачева).
С 1925 по 1927 годы работал преподавателем теоретических предметов в 4-м музыкальном техникуме. С 1930 по 1933 годы трудился в должности художественного руководителя Общества камерной музыки. С 1928 по 1936 годы также выполнял обязанности заведующего редакцией музыкального издательства «Тритон» в Ленинграде.
С 1943 по 1949 годы работал преподавателем истории музыки в Театральном институте имени А. Н. Островского, одновременно вёл преподавательскую деятельность в Высшем военно-политическом училище.
С 1941 по 1945 годы художественный руководитель, а с 1944 по 1949 годы старший консультант Концертного бюро Ленинградской филармонии. В эти годы активно выступал с лекциями. Является автором статей, которые были посвящены современному музыкальному творчеству.
В совершенстве владел несколькими европейскими языками, что позволяло ему постоянно представлять Советский Союз на международных музыкальных фестивалях. Он побывал в Швеции, Польше, Норвегии, Югославии, Чехословакии и других странах.
Умер 26 апреля 1974 года в Ленинграде.

## Монографии и литературные труды
- Музыкальная культура Ленинграда, в сборнике: В первые годы советского музыкального строительства, Л., 1959, с. 17-61;
- Что надо знать об опере, Л., 1963, дополнено, Л.-М., 1967;
- Краткий биографический словарь композиторов, Л., 1967, 1971 (совместно с И. Гусиным);
- Симфонические и хоровые концерты, в книге: Музыкальная культура Ленинграда за 50 лет, Л., 1967, с. 305-358;
- Прошлое и настоящее, в сборнике: Ленинградская государственного ордена Трудового Красного Знамени филармония, Л., 1972.

## Ссылка
- Вайнкоп Юлиан Яковлевич